# Koszmosz–52
A Koszmosz–52 (oroszul: Космос 52) Koszmosz műhold, a szovjet műszeres műhold-sorozat tagja. Első generációs Zenyit–2 felderítő műhold.

## Küldetés
Katonai felderítő műhold, feladata pályasíkjában a Föld térségeinek megfigyelése, katonai célú adatgyűjtés. Polgári célja az emberes űrrepülés elősegítése. Az exponált filmeket egy fémkapszulában, ejtőernyővel juttatta vissza a Földre, és süllyedés közben gyűjtötték be.

## Jellemzői
Az OKB–1 tervezőirodában kifejlesztett és építését felügyelő műhold. A Zenyit–2 ember szállítására fejlesztett űreszköz, hasznos terében helyezték el a műszereket.
1965. január 11-én a Bajkonuri űrrepülőtér indítóállomásról egy Voszhod (8K71) hordozórakétával juttatták Föld körüli, közeli körpályára. Az orbitális egység pályája 89,4 perces, 64.9 fokos hajlásszögű, elliptikus pálya perigeuma 200 kilométer, apogeuma 295 kilométer volt. Hasznos tömege 4730 kilogramm. A sorozat felépítését, szerkezetét, alapvető fedélzeti rendszereit tekintve egységesített, szabványosított tudományos-kutató űreszköz. Áramforrása kémiai akkumulátor, szolgálati ideje maximum 12 nap.
A Koszmosz–48 programját folytatta. A Föld felső atmoszférája fontos szerepet játszik a felszíni és a műholdas kommunikációban és navigációban, sűrűsége befolyásolja az alacsony Föld körüli pályán (LEO) keringő műholdak élettartamát. A fedélzeten elhelyezett rádióadók által sugárzott jelek fáziskülönbségének méréséből következtetéseket lehet levonni az ionoszféra szerkezetéről. Az éjszakai ionoszféra F-rétege magasságbeli és kiterjedésbeli inhomogenitásainak mérése a 20 MHz-es fedélzeti adó jeleinek fluktuációváltozásaiból történt. Kamerái SZA-10 (0,2 méter felbontású), SZA-20 (1 méter felbontású) típusú eszközök voltak.
1965. január 19-én, 8 napos szolgálati idő után, földi parancsra belépett a légkörbe és hagyományos – ejtőernyős leereszkedés – módon visszatért a Földre.